# Clytorhynchus vitiensis
El monarca de Fiyi (Clytorhynchus vitiensis) es una especie de ave paseriforme de la familia Monarchidae. La subespecie powelli se puede haber extinguido en la década de 1990 a causa de destrucción de hábitat (algunos la consideran una especie diferente) .

## Distribución y hábitat
Se lo encuentra en Samoa Americana, Fiyi, y Tonga. Sus hábitats naturales son los bosques bajos húmedos subtropicales o tropicales.